# Bundesamt für Kartographie und Geodäsie

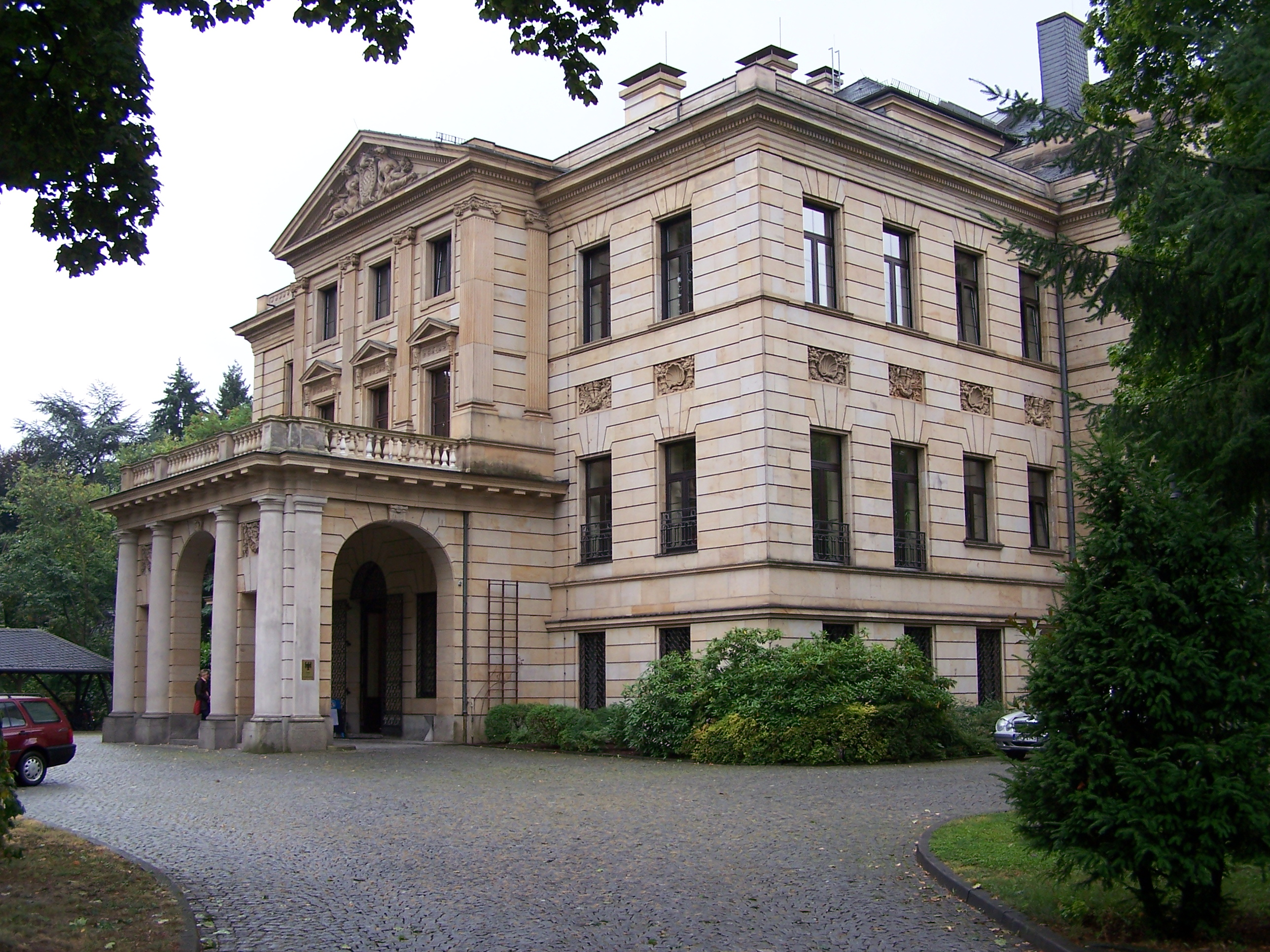
Zentrale Dienststelle in der Villa Mumm in Frankfurt-Sachsenhausen

Das Bundesamt für Kartographie und Geodäsie (BKG) hat seinen Hauptsitz in Frankfurt am Main. Es ist in Deutschland als Bundesoberbehörde für alle Belange der Kartographie und Geodäsie zuständig, soweit diese nicht dem Föderalismus entsprechend Aufgaben der Bundesländer sind (siehe Landesvermessungsamt).
Das BKG ging durch einen Organisationserlass am 4. August 1997 aus dem „Institut für Angewandte Geodäsie“ (IfAG) hervor und ist dem Bundesministerium des Innern und für Heimat direkt unterstellt.
Seit 1. April 2019 ist Paul Becker Präsident und Professor des Bundesamtes.
Weiterhin ist das BKG mit einer Außenstelle in Leipzig sowie dem Geodätischen Observatorium Wettzell im Bayerischen Wald ansässig. Daneben betreibt das BKG das Observatorium AGGO in La Plata/Argentinien, die einzige geodätische Fundamentalstation in Südamerika. Auch am Betrieb des Radioteleskops O’Higgins in der Antarktis ist das BKG beteiligt.

## Aufgaben und Organisation
Das BKG ist der zentrale Dienstleister des Bundes für topographische Grundlagendaten, Kartographie und geodätische Referenzsysteme. Gesetzliche Grundlage ist das Bundesgeoreferenzdatengesetz (BGeoRG), wonach das BKG geodätische Referenzsysteme unterhält, Referenzdaten des Bundes zur Nutzung durch Bundesbehörden erhebt und bereitstellt sowie daraus erwachsende internationale Verpflichtungen erfüllt.
Das BKG hat insbesondere folgende Aufgaben:
- Aufbereitung, Aktualisierung und Bereitstellung von orts- und raumbezogenen Daten zur Beschreibung der Objekte der Erdoberfläche
- Bereitstellung und Pflege der nationalen übergeordneten geodätischen Referenznetze
- Mitwirkung an bilateralen und multilateralen Arbeiten zur Einrichtung und Pflege globaler geodätischer Referenzsysteme und -netze
- Koordination des Auf- und Ausbaus sowie Erhaltung des Bundesanteils der Geodateninfrastruktur für Deutschland
- Betrieb eines Dienstleistungszentrums des Bundes für Geoinformation und Geodäsie[3]
- Vertretung fachlicher Interessen Deutschlands auf europäischer und internationaler Ebene

Das BKG entwickelt Verfahren, Produkte und Dienste, mit denen sich topographische Geobasisdaten mit thematischen Informationen aus Fachinformationssystemen kombinieren und somit nutzbar machen lassen.
Aus topographischen Geobasisdaten leitet das BKG unterschiedlichste Produkte ab, zum Beispiel:
- gedruckte (analoge) und digitale topographische Karten und Informationssysteme im Maßstabsbereich 1:200 000 bis 1:1 000 000
- Digitale Landschaftsmodelle in den Maßstäben 1:250 000 (DLM250) und 1:1 000 000 (DLM1000)
- Digitale Geländemodelle in verschiedenen Gitterweiten

Über die fachlichen Arbeiten hinaus wirkt das BKG daran mit, die Geodäsie und Geoinformation im deutschen föderalen System zu koordinieren. Hierzu gehören unter anderem die Zentrale Stelle Geotopographie (ZSGT) oder die Koordinierungsstelle der Geodateninfrastruktur Deutschland (GDI-DE). Das BKG ist mit der Koordinierung der GDI-DE auch die Verbindungsstelle zur Europäischen Kommission im Rahmen der EU-Richtlinie INSPIRE, die alle Mitgliedsstaaten dazu verpflichtet, öffentliche Geoinformationen nach einheitlichen fachlichen und technischen Regeln webbasiert bereitzustellen.
Auf Bundesebene existierte bis 2012 keine gesetzliche Rechtsgrundlage, um Nutzungsbedingungen für die Bereitstellung von Geodaten und Geodatendiensten festzulegen. Seit Inkrafttreten der letzten Änderung des Geodatenzugangsgesetzes (GeoZG) am 16. November 2012 stehen Geodaten und Geodatendienste des Bundes für kommerzielle und nicht kommerzielle Nutzung grundsätzlich kostenfrei zur Verfügung.
Wegen der fachlichen Nähe befindet sich auch die Geschäftsstelle des Ständigen Ausschusses für geographische Namen (StAGN) sowie der Verwaltungssitz des Internationalen Dienstes für Erdrotation und Referenzsysteme (IERS) im BKG.

## Mitgliedschaft
- Deutsches Klima-Konsortium (DKK)

## Sonstiges
Für Kartenwerke der deutschen Küstengewässer ist das Bundesamt für Seeschifffahrt und Hydrographie zuständig.